# Enrique Bátiz
 (août 2025).
Si vous disposez d'ouvrages ou d'articles de référence ou si vous connaissez des sites web de qualité traitant du thème abordé ici, merci de compléter l'article en donnant les références utiles à sa vérifiabilité et en les liant à la section « Notes et références ».
Pour les articles homonymes, voir Bátiz.
Enrique Bátiz, né le 4 mai 1942 à Mexico et mort le 30 mars 2025, est un pianiste et chef d'orchestre mexicain.

## Biographie
Enrique Bátiz  étudie le piano auprès de György Sándor, et ensuite auprès d'Adèle Marcus à la Juilliard School.
En Pologne, il suit les cours de Zbigniew Drzewiecki et les cours de composition de Stanisław Wisłocki.
Après une carrière de concertiste, il devient chef d'orchestre en dirigeant en 1969 l'orchestre symphonique de Xalapa au Palacio de Bellas Artes. En 1971, il est nommé chef de l'orchestre symphonique d'État du Mexique. En 1984, il est nommé chef invité du Royal Philharmonic Orchestra en Angleterre.
Il enregistre de nombreux disques sous différents labels, en particulier les neuf Bachianas brasileiras d'Heitor Villa-Lobos, les symphonies de Beethoven, et l'intégrale des œuvres pour orchestre de Georges Bizet, Joaquín Rodrigo et Manuel María Ponce.